# Alice & Rita
Alice & Rita er en dansk sangduo bestående af søstrene Alice Møller (f. 1947) og Rita Møller (f. 1951) fra Sønderjylland. 
Søstrene vandt i slutningen af 1960'erne flere amatørkonkurrencer og blev ved en af disse lejligheder opdaget af sangeren Bjørn Tidmand. I 1969 skrev duoen kontrakt med pladeselskabet EMI og pladedebuterede med singlen "Sommer hele året. I 1971 fik de deres første tophit på Dansktoppen med sangen Hey Hey i Mexico og fik herefter også succes med titler som 
Solskin vil vi ha', Alle har en drøm om lykke,Som en palet med hundredtusind' farver på, Vi blæser højt og flot på sure miner, og Misssissippi.
Størst succes fik søstrene i 1973 med Hallo, hr. general, der i otte uger lå nr. 1 på Dansktoppen. Det var en oprindeligt tysk Schlager der havde fået dansk tekst af Keld Heick, der skrev mange af duoens tekster.
En af deres mindre kendte sange Penge, hus og bil fra 1972 høres i et brudstykke i et afsnit af Paul Hammerich s Danmarks Krønike.
Alice & Rita indsang i alt 23 singler og udsendte i 1977 deres sidste plade En guldring på din finger. De indstillede kort efter karrieren, men har dog lejlighedsvis optrådt med bl.a. gamle folkesange.